# Helcita shirakii
Helcita shirakii är en insektsart som beskrevs av Yang och Wu 1993. Helcita shirakii ingår i släktet Helcita och familjen Derbidae. Inga underarter finns listade i Catalogue of Life.